# Volo TWA 8
Lo schianto del Volo TWA 8 ha coinvolto un Douglas DC-2 della Transcontinental & Western Air (vecchio nome della Trans World Airlines). Il 1 marzo 1938, durante un volo passeggeri di linea da San Francisco a Winslow, Arizona, hub interstatale della TWA, il volo incontrò condizioni meteorologiche avverse. Il pilota ha comunicato via radio la sua intenzione di atterrare nella vicina Fresno. Successivamente l'aereo si schiantò su una montagna nel Parco nazionale di Yosemite e fu ritrovato tre mesi dopo.

## Il volo
L'aereo era il TWA n. 327 AC-III, con numero di registrazione NC13789, un bimotore Douglas Aircraft Corporation DC-2-112 pilotato dal capitano John Graves, un ex pilota dell'Army Air Corps che ottenne una certa fama nel 1932 quando localizzò e lasciò cadere cibo a un gruppo di persone bloccate dalla neve nel nord dell'Arizona. I membri dell'equipaggio a bordo erano il copilota, il primo ufficiale C. W. Wallace e l'hostess Martha Mae Wilson.
Il volo 8 volava da San Francisco a Winslow, che era un hub che collegava la rotta transcontinentale Los Angeles-New York della TWA. È partito da San Francisco in condizioni di buona visibilità, con un soffitto nuvoloso tra 6.000 e 7.000 piedi (1.800 e 2.100 m) e aveva carburante sufficiente per durare fino a mezzanotte. Il rapporto dell'incidente elencava le cause del disastro come "un cambiamento nella direzione del vento e un forte aumento della velocità, sconosciuto al pilota, insieme alla confusione del pilota riguardo alla sua posizione rispetto alla stazione Radio Range di Fresno, che hanno combinato per portare riguardo al volo su terreno montuoso, terminato con uno schianto vicino all'altitudine di crociera riportata."

## Scomparsa
Due ore dopo il decollo, il volo ha incontrato un fronte meteorologico in costruzione che si è trasformato nella tempesta più violenta sulla costa occidentale degli ultimi 64 anni. Mentre il volo si avvicinava alle Montagne Tehachapi vicino a Bakersfield, in California, il capitano Graves notò la formazione di ghiaccio sulle ali. Avvisò i controllori del traffico aereo, che gli hanno ordinato di dirottare su Los Angeles a causa del peggioramento delle condizioni meteorologiche. Graves ha risposto che aveva intenzione di deviare nella vicina Fresno a causa del clima locale. Alle 21:28 ha richiesto un aggiornamento meteorologico; questa è stata la sua ultima trasmissione ricevuta dal controllo del traffico aereo.

## Sforzi di ricerca
I funzionari hanno basato la loro area di ricerca sui rapporti della signora C.G. Landry, che gestiva la centrale elettrica della Edison Electric Company sul lago Huntington, a circa 45 miglia (72 km) a nord-est di Fresno. Ha osservato l'aereo alle 21:29 volare lungo il fiume San Joaquin a un'altitudine di 500 piedi (150 m). La ricerca si è concentrata sulle montagne innevate della Sierra Nevada, a est di Fresno.
Le forti tempeste che si sono protratte per tutta la settimana hanno ostacolato le ricerche dell'aereo scomparso. La pioggia battente e i forti venti hanno impedito l'uso di aerei nelle ricerche, costringendo gli investigatori a fare affidamento sulle automobili, inadatte al terreno accidentato delle montagne. Harold Bromley, ispettore di Fresno per l'Ufficio del Commercio Aereo, ha detto ai giornalisti che "la visibilità nell'area di Fresno era praticamente zero" a causa dell'acquazzone.
La ricerca generale ha coinvolto sia la TWA che funzionari governativi, che si sono recati a Fresno da San Francisco e Los Angeles per aiutare nella ricerca. Con il passare dei giorni, Transcontinental & Western Air è diventata sempre più disperata nel trovare l'aereo e alla fine ha offerto una ricompensa di $ 1.000 (equivalenti a $ 20.790 nel 2022) a chiunque fosse riuscito a localizzare l'aereo.

### Chiamata bufala
Il 2 marzo 1938, il giorno dopo la scomparsa del volo, il quartier generale della Transcontinental & Western Air disse ai giornalisti di aver ricevuto un messaggio che sembrava provenire dagli uffici della United Airlines a Fresno, in cui si affermava che l'aereo scomparso era stato ritrovato. Il messaggio telefonico diceva che l'aereo era stato trovato a circa 20 miglia da Fresno con "diversi passeggeri feriti ma tutti vivi", come riportò più tardi l'Ogden Standard Examiner.
Dopo le indagini, però, il messaggio si rivelò essere una bufala; l'aereo non era stato trovato. Un portavoce indignato della TWA ha denunciato il messaggio come "una delle bufale più crudeli mai perpetrate". I funzionari degli uffici della United Airlines sia a Fresno che a San Francisco hanno negato che siano stati i loro dipendenti a denunciare la bufala.

### Scoperta
Tre mesi dopo l'incidente, l'aereo non era ancora stato localizzato. Un privato cittadino, il 23enne H.O. Collier di Fresno, iniziò una ricerca personale dell'aereo scomparso dopo aver intervistato numerosi membri del personale della TWA e studiato le carte della traiettoria di volo. All'inizio di giugno, Collier fece un'escursione nel terreno innevato a nord-est di Wawona, California, e scoprì il relitto dell'aereo il 12 giugno 1938. Il luogo dell'incidente si trovava a 32 miglia (51 km) a nord-ovest dell'area perquisita dagli investigatori.
L'aereo è stato parzialmente sepolto nella neve di Buena Vista Crest, all'interno del Parco nazionale di Yosemite. Otto corpi dei nove occupanti furono lanciati dall'aereo. Solo il corpo dell'hostess Wilson era intrappolato tra i rottami.
Gli investigatori hanno ipotizzato che l'aereo fosse stato portato fuori rotta mentre tentava di dirottare su Fresno e successivamente avesse perso il contatto radio. Sembrava che l'aereo si fosse staccato dalle cime dei pini mentre si trovava su una sponda ripida e si fosse schiantato contro la montagna 200 piedi (61 m) sotto la vetta.
Settantuno anni dopo, Bob Hoskin di Redlands, in California, scoprì una collezione di manufatti dell'incidente in una cassa di cedro in una svendita. Comprendeva una raccolta di foto originali della scena dell'incidente, lettere di familiari e funzionari della TWA, la matrice dell'assegno della ricompensa della TWA da $ 1.000,00, il berretto da pilota del primo ufficiale Salisbury, un manoscritto dettagliato scritto dallo stesso Collier su come ha trovato l'aereo e diverse lettere di rifiuto riguardanti la sua composizione.

## Indagine
Il 13 giugno 1938, dopo la scoperta del luogo dell'incidente del volo 8, Daniel C. Roper, il segretario al commercio, nominò una commissione speciale per indagare sull'incidente. Mentre i membri del comitato inquisitorio attraversavano il paese da Washington, DC, il medico legale stabilì che la causa della morte delle vittime del volo era "accidentale".